# Aldealices
Aldealices är en kommun i Spanien.   Den ligger i provinsen Provincia de Soria och regionen Kastilien och Leon, i den nordöstra delen av landet, 200 km nordost om huvudstaden Madrid. Arean är 6,0 kvadratkilometer.
Terrängen i Aldealices är platt åt sydväst, men åt nordost är den kuperad.